# Дыдыньский, Теодор
Теодор Дыдыньский (пол. Teodor Dydyński; также Фёдор Максимилианович Дыдынский; 31 марта 1836 года, Быдгощ ― 5 сентября 1921 года, Варшава) ― польский юрист, профессор Варшавской главной школы и Императорского Варшавского университета, председатель Варшавского научного общества.

## Биография
Теодор Дыдыньский происходил из обедневшей знатной семьи герба Гоздава. Был сыном судебного пристава Максимилиана и Барбары Доренговских. Брат ― Иосиф Дыдыньский, историк и теолог. Посещал общую школу в Быдгоще и гимназию в Тшемешно. Затем изучал историю, право и историю литературы во Вроцлавском университете (1856―1858), а также право в Берлинском (1858―1860) и Гейдельбергском (1860―1864) университетах. В Гейдельбергском университете в 1864 году защитил диссертацию на соискание степени доктора права под названием «Учение о римских сервитутах» (Die roemische Servitutrnlehre). После этого был принят на работу референтом апелляционного суда во Влоцлавеке. В 1865 году защитил докторскую диссертацию в области римского права в Варшавской главной школе (работа ― «Различия между залогом и ипотекой в римском праве», Rzecz o różnicy między zastawem a hypoteką według prawa rzymskiego) и был назначен там доцентом на кафедре римского права; в 1867 стал адъюнкт-профессором. Первые труды Дыдыньского встретили неодобрительные отзывы со стороны русских романистов вследствие их несамостоятельного характера и недостаточного обладания автором русским языком. После преобразования Варшавской главной школы в Императорский Варшавский университет (1869) снова был руководителем кафедры римского права. С 1883 года ― ординарный профессор; читал лекции по римскому праву и праву стран Балтии. В 1872 на основе работы «Залог в римском праве» (Załog po rimskom prawu), получил звание доктора права в Императорском Санкт-Петербургском университете. Годы Первой мировой войны провел частично в Германии (1914), затем в Могилёвской губернии (1914―1919). В 1919 году вернулся в Варшаву и стал почётным профессором Варшавского университета.
В 1907 году Дыдыньский был в числе членов-основателей Варшавского научного общества. В 1910―1911 гг. заседал в Совете общества, а в 1913―1916 был его председателем. Имел репутацию хорошего лектора и большого эрудита. Характер имел скорее замкнутый, от студентов дистанцировался.
Был похоронен на кладбище Старые Повонзки.

### Научная деятельность
Занимался исследованием римского права и античной истории, в частности интересовался аграрными отношениями с древнейших времен до эпохи империи («О сельском праве в древнем Риме»; O prawie rolnem w starożytnem Rzymie, 1881). Дал анализ правотворческой деятельности императора Адриана («Император Адриан. Историко-юридическое исследование»; Imperator Adrian. Istoriko-juridiczeskoje izsledowanie, 1896); составил каталог рукописей дигест Юстиниана, находившихся в разных библиотеках европейских стран, что позволило составить критическое издание этих источников. Также нашёл четыре до этого неизвестные рукописи дигест в польских архивах. Подготовил перевод работы Институции Гая (Instytucje Gajusza; 1865―1867, 2 тома), где показал, что тот был не провинциальным, а скорее римским юристом.
Некоторые другие его работы:
- Начала римского права (Zasady prawa rzymskiego; 1876)
- Латинско-русский словарь к источникам римского права (1883)
- История источников римского права (Historia źródeł prawa rzymskiego; 1904)